# Richard J. Daley Center
Pour l'homme politique et maire de Chicago voir Richard J. Daley
Le Richard J. Daley Center, aussi appelé simplement Daley Center, est un gratte-ciel situé au 55 West Randolph Street dans le secteur financier du Loop à Chicago,, dans l'État de l'Illinois, aux États-Unis. L'immeuble a été nommé d'après Richard J. Daley, qui fut maire de Chicago de 1955 à 1976 et est le premier centre civique de la ville de Chicago. 
Conçu dans le style international par l'architecte Jacques Brownson, le bâtiment s'élève à 198 mètres de haut et compte 32 étages. Construit en 1965, il fut le premier d'une série d'immeubles noirs construits à Chicago comme le Kluczynski Federal Building ou encore la Willis Tower.
À proximité se trouvent plusieurs bâtiments d'importance dont l'hôtel de ville de Chicago (Chicago City Hall) et le James R. Thompson Center qui abrite certains bureaux du gouvernement de l'État de l'Illinois. Certaines des sculptures monumentales les plus célèbres de la ville se trouvent sur la place du bâtiment connue sous le nom de « Daley Plaza » comme par exemple le Chicago Picasso de l'artiste espagnol Pablo Picasso.

## Description
D'abord connu sous le nom de « Civic Center of Chicago », le bâtiment a été rebaptisé en « Richard J. Daley Center » en hommage au maire de Chicago Richard J. Daley le 27 décembre 1976, sept jours après sa mort. Daley fut l'un des maires les plus marquants de Chicago et fut à la tête du gouvernement de la ville durant six mandats consécutifs de 1955 à 1976. Il fut également le père de Richard M. Daley, maire de Chicago de 1989 à 2011.
Le Richard J. Daley Center abrite plus de 120 salles d'audience ainsi que la bibliothèque juridique du comté de Cook (Cook County Law Library), les bureaux du greffier de la cour de circuit (Office of the Clerk of the Circuit Court) et certaines divisions judiciaires du bureau du shérif du comté (Cook County Sheriff's Office). Le bâtiment abrite également des bureaux de l'administration municipale de Chicago et du gouvernement du comté de Cook (dont la ville de Chicago est le siège de comté). Les cadres des fenêtres sont en acier Corten et teintées bronze/blanc.
En 1996, la place adjacente au bâtiment, connue sous le nom de « Daley Plaza », a subi une rénovation majeure dont une restauration complète de ses bassins à fontaine, un agrandissement des jardinières (ainsi qu'un rajout de jardinières le long de Randolph Street) et le déplacement de la flamme éternelle (un mémorial pour les soldats morts durant les principales guerres du XXe siècle) devant les mâts des drapeaux gouvernementaux. Un nouveau système d’ancrage permanent pour le sapin de Noël de la ville a également été installé.

## Architecture
Situé à l'angle de Randolph Street et Washington Street entre Dearborn Street et Clark Street, au cœur du secteur financier du Loop, le Richard J. Daley Center est considéré comme l'un des immeubles les plus innovants du mouvement moderne de l'architecture de Chicago. Il a été le premier grand bâtiment public de Chicago à être construit dans un style architectural moderne plutôt que classique. Ce style architectural moderne est typique des gratte-ciel en acier et en verre initiés à partir des années 1950 par l'architecte allemand Ludwig Mies van der Rohe. En 1998, Christy Rodgers, un critique d'architecture américain, écrivit à propos du Richard J. Daley Center qu'il « impose une dignité sereine et offre un antidote matériel aux scintillants immeubles contemporains de verre et de métal ».
Le bâtiment a été conçu dans le style international par l'architecte Jacques Brownson du cabinet C. F. Murphy Associates et achevé en 1965. À l'époque il était le plus haut bâtiment à Chicago, mais n'a occupé ce titre que pendant quatre ans jusqu'à ce que le 875 North Michigan Avenue (anciennement John Hancock Center) soit achevé.
Le Richard J. Daley Center culmine à 198 mètres et compte 32 étages. Il est le bâtiment à toit plat le plus haut au monde avec moins de 40 étages (un bâtiment typique de 198 m aurait entre 50 et 60 étages), en raison des hauts plafonds nécessaires aux salles d'audience. Le bâtiment n'a pas de colonnes intérieures majeures, seulement douze colonnes extérieures en forme de croix. Ces colonnes deviennent plus étroites vers le haut car elles supportent moins de poids. Il comporte des fermes en acier de 87 pieds dans le sens de la longueur et des travées de 48 pieds dans le sens transversal, des dimensions sans précédent à l'époque. Les baies structurelles (87 pieds) sont si larges qu'elles sont souvent comparées à des ponts. Le bâtiment a été le premier à être revêtu d'acier Corten non traité (un acier à corrosion superficielle provoquée). Conçu pour rouiller avec le temps, l'acier renforce la structure et développe une patine de rouille naturelle donnant au bâtiment ses qualités esthétiques et sa couleur rougeâtre/marron distinctive.

## Daley Plaza

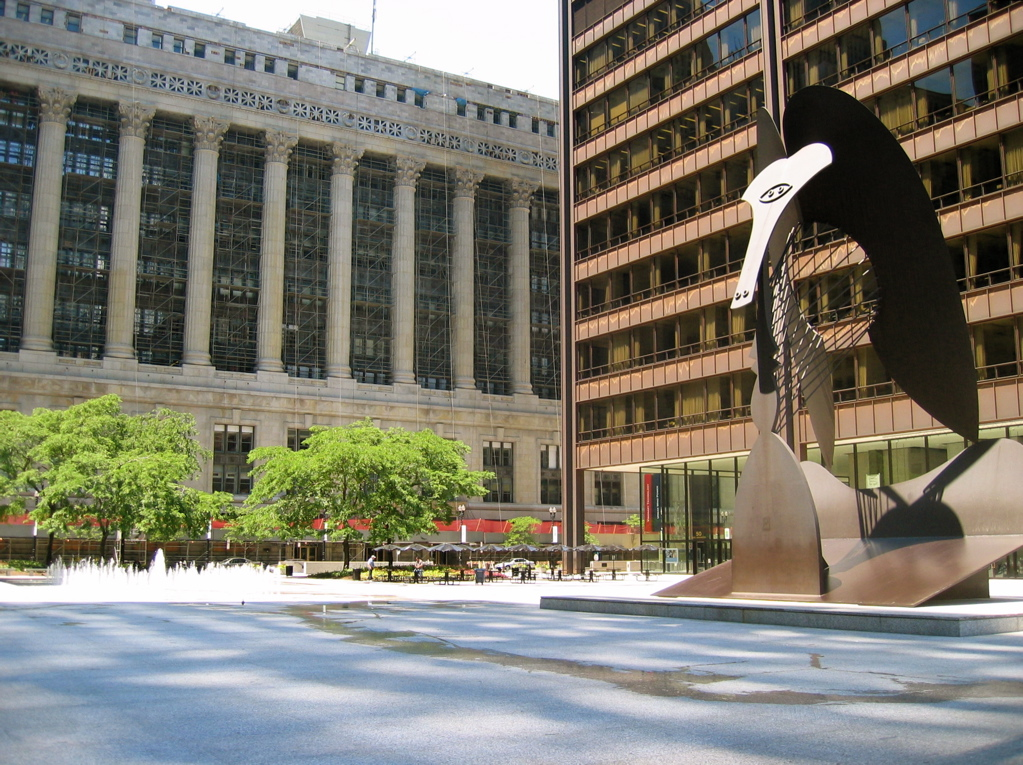
Daley Plaza avec l'hôtel de ville de Chicago et le Chicago Picasso.

Daley Plaza est la place adjacente au Richard J. Daley Center, occupant environ la moitié sud du bloc occupé par le bâtiment. Contrairement à la plupart des villes américaines où le centre est quasi inexistant, le secteur de City Hall est un centre que l'on pourrait qualifier d'européen, car c'est là que convergent toutes les manifestations, toutes les parades, que l'on implante le sapin de Noël, que se produisent les groupes folkloriques et là que se retrouvent les gens quand il se passe un événement important.
La place est dominée par l'une des sculptures monumentales en acier les plus célèbres de Chicago. D'une hauteur de 15 m pour un poids total de 147 tonnes, la sculpture connue sous le nom de Chicago Picasso de l'artiste espagnol de renommée internationale Pablo Picasso se trouve juste en face du bâtiment. Achevée en 1967, il s'agit d'un cadeau de Picasso à la ville de Chicago. Bien que controversée pour sa forme abstraite, la sculpture est rapidement devenue un monument populaire de Chicago et attire à la fois les touristes et les habitants de la ville. Daley Plaza comprend également une fontaine creusée dans le sol ainsi qu'une flamme éternelle commémorative en hommage aux morts de la Première Guerre mondiale, de la Seconde Guerre mondiale, de la guerre de Corée et de la guerre du Viêt Nam.
L'emblématique hôtel de ville de Chicago (Chicago City Hall) se trouve juste à l'ouest du Richard J. Daley Center. Inscrit au National Historic Landmark (NHL) et sur le prestigieux Registre national des lieux historiques (National Register of Historic Places ; NRHP), le bâtiment est le siège officiel du gouvernement de Chicago et abrite les bureaux du maire de Chicago, des membres du conseil municipal de Chicago et les chambres de l'administration municipale de Chicago. Directement au sud du Richard J. Daley Center se trouve le bâtiment administratif du comté de Cook qui abrite des bureaux pour les employés du comté. Le 108 North State Street, connu sous l'appellation de « bloc 37 », se trouve juste à l'est.
La place sert régulièrement de lieu de rencontres à des manifestations, des protestations, des marchés de producteurs hebdomadaires en été, des célébrations sportives, des rencontres pour les masses critiques  (manifestation cycliste), etc.
La place a été largement utilisée dans la culture populaire comme en témoignent des scènes de film comme Les Blues Brothers sorti en 1980. L'intérieur du bâtiment, ainsi que la place et le James R. Thompson Center, sont également visibles dans le film Le Fugitif sorti en 1993 et dans Entre deux rives sorti en 2006. Lors du tournage du film The Dark Knight : Le Chevalier noir sorti en 2008, au lieu d'utiliser le Chicago Board of Trade Building comme siège social de Wayne Enterprises comme dans Batman Begins, le réalisateur Christopher Nolan préféra utiliser le Richard J. Daley Center.